# Black Swan (album)
Black Swan è il quarto album in studio del gruppo musicale alternative rock inglese Athlete, pubblicato nel 2009.

## Tracce
1. Superhuman Touch – 3:58
2. The Getaway – 4:32
3. Black Swan Song – 4:50
4. Don't Hold Your Breath – 4:34
5. Love Come Rescue – 2:53
6. Light the Way – 5:27
7. The Unknown – 4:44
8. The Awkward Goodbye – 3:59
9. Magical Mistakes – 4:43
10. Rubik's Cube – 4:31

## Formazione
- Joel Pott - voce, chitarra
- Carey Willets - basso, voce
- Stephen Roberts - batteria, cori
- Tim Wanstall - tastiere, cori